# Gregor Koblar
Gregor Koblar (ur. 15 stycznia 1993 w Jesenicach) – słoweński hokeista, reprezentant Słowenii.

## Kariera
- HD Jesenice Mladi U19 (2008-2010)
- HD Mladi Jesenice (2009/2010)
- RB Hockey Academy U18 (2010-2011)
- RB Hockey Juniors (2011-2013)
- Olimpija Lublana (2013-2016)
- LHC Les Lions (2016-2017)
- HC Přerov (2016-2017)
- EK Zell am See (2016-2017)
- LHC Les Lions (2016-2017)
- Olimpija Lublana (2018-2019)
- Re-Plast Unia Oświęcim (2019-2021)
- Olimpija Lublana (2021-)

Wychowanek klubu HD Jesenice Mladi. Od 2013 do 2016 był zawodnikiem Olimpiji Lublana. W 2016 przeszedł do francuskiego klubu z Lyonu. We wrześniu 2017 został zaangażowany przez czeski klub z Przerowa, a w listopadzie tego samego roku przeszedł do austriackiego EK Zell am See w międzypaństwowych rozgrywkach Alps Hockey League. W lipcu 2019 ponownie został zawodnikiem Olimpiji Lublana, występującej także w Alps Hockey League. W czerwcu 2019 został zawodnikiem Unii Oświęcim w Polskiej Hokej Lidze. Po sezonie 2020/2021 odszedł z tego zespołu i w maju 2021 przeszedł do Olimpiji Lublana.
Uczestniczył w turniejach mistrzostw świata juniorów do lat 18 edycji 2011 (Dywizja I), mistrzostw świata juniorów do lat 20 edycji 2012, 2013 (Dywizja IA; w 2013 był kapitanem drużyny) oraz seniorskich mistrzostw świata edycji 2016, 2022 (Dywizja IA).

## Sukcesy
Reprezentacyjne
- Awans do Elity mistrzostw świata: 2016, 2022

Klubowe
- Złoty medal mistrzostw Słowenii: 2014, 2016, 2019 z Olimpiją Lublana
- Srebrny medal mistrzostw Słowenii: 2015 z Olimpiją Lublana
- Puchar Słowenii: 2016, 2019 z Olimpiją Lublana
- Złoty medal Alps Hockey League: 2019 z Olimpiją Lublana
- Finał Pucharu Polski: 2019, 2021 z Unią Oświęcim
- Srebrny medal mistrzostw Polski: 2020[8] z Unią Oświęcim

Indywidualne
- Alps Hockey League (2018/2019):
  - Pierwsze miejsce w klasyfikacji asystentów w fazie play-off: 15 punktów[9]
  - Trzecie miejsce w klasyfikacji kanadyjskiej w fazie play-off: 15 punktów[10]